# Nado sincronizado nos Jogos Pan-Americanos de 1975
As competições de nado sincronizado nos Jogos Pan-Americanos de 1975 foram realizadas na Cidade do México, México. Esta foi a quarta edição do esporte nos Jogos Pan-Americanos.

## Individual
| POSIÇÃO | NADADORA                    |
| ------- | --------------------------- |
|         | Gail Johnson (USA)          |
|         | Sylvie Fortier (CAN)        |
|         | Lourdes de la Guardia (CUB) |

## Dueto
| POSIÇÃO | NADADORAS                           |
| ------- | ----------------------------------- |
|         | Robin Curren & Amanda Norrish (USA) |
|         | Carol Stewart & Laura Wilkin (CAN)  |
|         | Alicia Foyo & Sandra Martínez (CUB) |

## Equipes
| POSIÇÃO | NAÇÃO              |
| ------- | ------------------ |
|         | USA Estados Unidos |
|         | CAN Canadá         |
|         | MEX México         |

## Quadro de medalhas
| Posição | Nação              |   |   |   | Total |
| ------- | ------------------ | - | - | - | ----- |
| 1       | USA Estados Unidos | 3 | 0 | 0 | 3     |
| 2       | CAN Canadá         | 0 | 3 | 0 | 3     |
| 3       | CUB Cuba           | 0 | 0 | 2 | 2     |
| 4       | MEX México         | 0 | 0 | 1 | 1     |
| Total   | Total              | 3 | 3 | 3 | 9     |